# إدوين ألبرت ميريت
إدوين ألبرت ميريت (بالإنجليزية: Edwin Albert Merritt)‏ هو محامي وسياسي أمريكي، ولد في 25 يوليو 1860، وتوفي في 4 ديسمبر 1914 في الولايات المتحدة. حزبياً، نشط في الحزب الجمهوري. وقد انتخب عضو مجلس النواب الأمريكي.